# Darrell Silvera
Pour les articles homonymes, voir Silvera.
Darrell Silvera est un décorateur américain de cinéma et de télévision, de son vrai nom Kingsley Redvers Silvera, né le 18 décembre 1900 dans la Paroisse de Saint Andrew (Jamaïque), mort le 22 juillet 1983 à San Diego (Californie, États-Unis).

## Biographie
Au cinéma, principalement pour la RKO Pictures, Darrell Silvera collabore aux décors de près de quatre-cents films américains (dont des westerns), entre 1934 et 1978, le dernier étant Driver de Walter Hill.
Dans l'intervalle, il travaille notamment sur plusieurs réalisations de Mark Sandrich (ex. : En suivant la flotte en 1936), de George Stevens (ex. : Gunga Din en 1939), d'Alfred Hitchcock (ex. : Les Enchaînés en 1946), de Nicholas Ray (ex. : La Maison dans l'ombre en 1952), ou encore de John Ford (ex. : Les Cheyennes en 1964), entre autres.
Durant sa carrière, il obtient sept nominations à l'Oscar de la meilleure direction artistique (mais n'en gagne pas), la première en 1942 pour Citizen Kane (1941) d'Orson Welles, la dernière en 1971 pour Traître sur commande (1970) de Martin Ritt.
À la télévision, de 1960 à 1970, Darrell Silvera est décorateur sur six séries, dont Denis la petite peste (douze épisodes, 1959-1961) et Adèle (huit épisodes, 1965).

## Filmographie partielle

### Au cinéma
(films américains, sauf mention contraire)
- 1936 : En suivant la flotte (Follow the Fleet) de Mark Sandrich
- 1936 : Marie Stuart (Mary of Scotland) de John Ford
- 1936 : Sur les ailes de la danse (Swing Time) de George Stevens
- 1936 : Révolte à Dublin (The Plough and the Stars) de John Ford
- 1937 : L'Entreprenant Monsieur Petrov (Shall we dance) de Mark Sandrich
- 1937 : Pension d'artistes (Stage Door) de Gregory La Cava
- 1937 : Une demoiselle en détresse (A Damsell in Distress) de George Stevens
- 1938 : Amanda (Carefree) de Mark Sandrich
- 1938 : L'Impossible Monsieur Bébé (Bringing Up Baby) d'Howard Hawks
- 1938 : Miss Manton est folle (The Mad Miss Manton) de Leigh Jason
- 1939 : Gunga Din de George Stevens
- 1939 : Career de Leigh Jason
- 1939 : Elle et lui (Love Affair) de Leo McCarey
- 1939 : Le Premier Rebelle (Allegheny Uprising) de William A. Seiter
- 1939 : Mademoiselle et son bébé (Bachelor Mother) de Garson Kanin
- 1940 : Kitty Foyle (Kitty Foyle : The Natural History of a Woman) de Sam Wood
- 1940 : Chantez, dansez, mes belles ! (Dance, Girl, Dance) de Dorothy Arzner
- 1940 : Le Lys du ruisseau (Primrose Path) de Gregory La Cava
- 1940 : Mon épouse favorite (My Favorite Wife) de Garson Kanin
- 1940 : L'Angoisse d'une nuit (Vigil in the Night), de George Stevens
- 1941 : Soupçons (Suspicion) d'Alfred Hitchcock
- 1941 : Citizen Kane d'Orson Welles
- 1941 : Mardi gras (Sunny) d'Herbert Wilcox
- 1941 : Joies matrimoniales (Mr. & Mrs. Smith) d'Alfred Hitchcock
- 1941 : Ses trois amoureux (Tom Dick and Harry) de Garson Kanin
- 1942 : Jeanne de Paris (Joan of Paris) de Robert Stevenson
- 1942 : La Splendeur des Amberson (The Magnificent Ambersons) d'Orson Welles
- 1942 : La Féline (Cat People) de Jacques Tourneur
- 1943 : L'Exubérante Smoky (Government Girl) de Dudley Nichols
- 1943 : Les Enfants d'Hitler (Hitler's Children) d'Edward Dmytryk
- 1943 : La Fille et son cow-boy (A Lady Takes a Chance) de William A. Seiter
- 1943 : Vivre libre (This Land is Mine) de Jean Renoir
- 1943 : Perdue sous les tropiques (Flight for Freedom) de Lothar Mendes
- 1943 : Nid d'espions (The Fallen Sparrow) de Richard Wallace
- 1943 : Voyage au pays de la peur (Journey into Fear) de Norman Foster et Orson Welles
- 1943 : Tender Comrade d'Edward Dmytryk
- 1943 : La Musique en folie (Around the World) d'Allan Dwan
- 1944 : Angoisse (Experiment Perilous) de Jacques Tourneur
- 1944 : Step Lively de Tim Whelan
- 1944 : L'Amazone aux yeux verts (Tall in the Saddle) d'Edwin L. Marin
- 1945 : Les Cloches de Sainte-Marie (The Bells of St. Mary's) de Leo McCarey
- 1945 : Le Récupérateur de cadavres (The body snatcher), de Robert Wise
- 1945 : Dick Tracy de William Berke
- 1945 : Pavillon noir (The Spanish Main) de Frank Borzage
- 1945 : Retour aux Philippines (Back to Bataan) d'Edward Dmytryk
- 1945 : Pris au piège (Cornered) d'Edward Dmytryk
- 1945 : Johnny Angel d'Edwin L. Marin
- 1946 : From This Day Forward de John Berry
- 1946 : Sans réserve (Without Reservations) de Mervyn LeRoy
- 1946 : Dick Tracy contre Cueball (Dick Tracy vs. Cueball) de Gordon Douglas
- 1946 : Nocturne d'Edwin L. Marin
- 1946 : Les Enchaînés (Notorious) d'Alfred Hitchcock
- 1946 : Bedlam de Mark Robson
- 1946 : La Ville des sans-loi (Badman's Territory) de Tim Whelan
- 1947 : Taïkoun (Tycoon) de Richard Wallace
- 1947 : Dick Tracy contre La Griffe (Dick Tracy's Dilemma) de John Rawlins
- 1947 : Ils ne voudront pas me croire (They won't believe Me) d'Irving Pichel
- 1947 : Pendez-moi haut et court (Out of the Past) de Jacques Tourneur
- 1947 : Deux sœurs vivaient en paix (The Bachelor and the Bobby-Soxer) d'Irving Reis
- 1947 : Dick Tracy contre le gang (Dick Tracy Meets Gruesome) de John Rawlins
- 1947 : Sinbad le marin (Sinbad the Sailor) de Richard Wallace
- 1948 : Ce bon vieux Sam (Good Sam) de Leo McCarey
- 1948 : La Cité de la peur (Station West) de Sidney Lanfield
- 1948 : Tendresse (I remember Mama) de George Stevens
- 1948 : Un million clé en main (Mr. Blandings builds his Dream House) d'H. C. Potter
- 1948 : La Course aux maris (Every Girl should be married) de Don Hartman
- 1949 : Secret de femme (A Woman's Secret) de Nicholas Ray
- 1949 : Le Pigeon d'argile (Clay Pigeon) de Richard Fleischer
- 1949 : Nous avons gagné ce soir (The Set-Up) de Robert Wise
- 1949 : Mariage compliqué (Holiday Affair) de Don Hartman
- 1949 : Les Amants de la nuit (The live by Night) de Nicholas Ray
- 1949 : Une incroyable histoire (The Window) de Ted Tetzlaff
- 1949 : Ça commence à Vera Cruz (The Big Steal) de Don Siegel
- 1950 : La Femme aux maléfices (Born to Be Bad) de Nicholas Ray
- 1950 : Armored Car Robbery de Richard Fleischer
- 1950 : Voyage sans retour (Where Danger Lives) de John Farrow
- 1951 : Les Diables de Guadalcanal (Flying Leathernecks) de Nicholas Ray
- 1951 : Mon passé défendu ou Cœurs insondables (My Forbidden Past) de Robert Stevenson
- 1951 : La Femme au voile bleu (The Blue Veil) de Curtis Bernhardt
- 1951 : La Chose d'un autre monde (The Thing from Another World) de Christian Nyby et Howard Hawks
- 1951 : The Racket de John Cromwell
- 1952 : La Maison dans l'ombre (On Dangerous Ground) de Nicholas Ray
- 1952 : Le démon s'éveille la nuit (Clash by Night) de Fritz Lang
- 1952 : Androclès et le Lion (Androcles and the Lion) de Chester Erskine et Nicholas Ray
- 1952 : Le Paradis des mauvais garçons (Macao) de Josef von Sternberg
- 1952 : Un si doux visage (Angel Face) d'Otto Preminger
- 1952 : Barbe-Noire, le pirate (Blackbeard the Pirate) de Raoul Walsh
- 1952 : Les Indomptables (The Lusty Man) de Nicholas Ray et Robert Parrish
- 1952 : La Captive aux yeux clairs (The Big Sky) d'Howard Hawks
- 1953 : French Line (The French Line) de Lloyd Bacon
- 1953 : Passion sous les tropiques (Second Chance) de Rudolph Maté
- 1954 : Belle mais dangereuse (She couldn't to say No) de Lloyd Bacon
- 1955 : L'Homme au bras d'or (The Man with the Golden Arm) d'Otto Preminger
- 1955 : La Vénus des mers chaudes (Underwater!) de John Sturges
- 1956 : Le Conquérant (The Conqueror) de Dick Powell
- 1956 : La VRP de choc (The First Traveling Saleslady) d'Arthur Lubin
- 1956 : L'Invraisemblable Vérité (Beyond a Reasonable Doubt) de Fritz Lang
- 1957 : Les espions s'amusent (Jet Pilot) de Josef von Sternberg
- 1958 : Les Diables au soleil (Kings go Forth) de Delmer Daves
- 1958 : Trafiquants d'armes à Cuba (The Gun Runners) de Don Siegel
- 1959 : Tombouctou (Timbuktu) de Jacques Tourneur
- 1962 : L'Homme qui tua Liberty Valance (The Man who shot Liberty Valance) de John Ford
- 1962 : L'Inconnu du gang des jeux (Who's got the Action ?) de Daniel Mann
- 1963 : Le Grand McLintock (McLintock!) de Andrew V. McLaglen
- 1963 : La Taverne de l'Irlandais (Donovan's Reef) de John Ford
- 1964 : Sherlock Holmes et le Collier de la mort (Sherlock Holmes und das Halsband des Todes) de Terence Fisher et Frank Winterstein (coproduction franco-germano-italienne)
- 1964 : Les Cheyennes (Cheyenne Autumn) de John Ford
- 1970 : Traître sur commande (The Molly Maguires) de Martin Ritt
- 1972 : Les Indésirables (Pocket Money) de Stuart Rosenberg
- 1975 : Le Solitaire de Fort Humboldt (Breakheart Pass) de Tom Gries
- 1978 : Driver (The Driver) de Walter Hill

### À la télévision (séries)
- 1959-1961 : Denis la petite peste (Dennis the Menace)
  - Saisons 1 et 2, douze épisodes
- 1965 : Adèle (Hazel)
  - Saison 4 et 5, huit épisodes
- 1970 : Un shérif à New York (McCloud)
  - Épisode pilote Who killed Miss U.S.A. ? ou Portrait of a Dead Girl de Richard Colla

## Distinctions
- Nominations (partagées) à l'Oscar de la meilleure direction artistique :
  - En 1942, catégorie noir et blanc, pour Citizen Kane ;
  - En 1943, catégorie noir et blanc, pour La Splendeur des Amberson ;
  - En 1944, catégorie noir et blanc, pour Perdue sous les tropiques ;
  - En 1945, catégorie noir et blanc, pour Step Lively ;
  - En 1946, catégorie noir et blanc, pour Angoisse ;
  - En 1956, catégorie noir et blanc, pour L'Homme au bras d'or ;
  - Et en 1971, pour Traître sur commande.